# Estoque

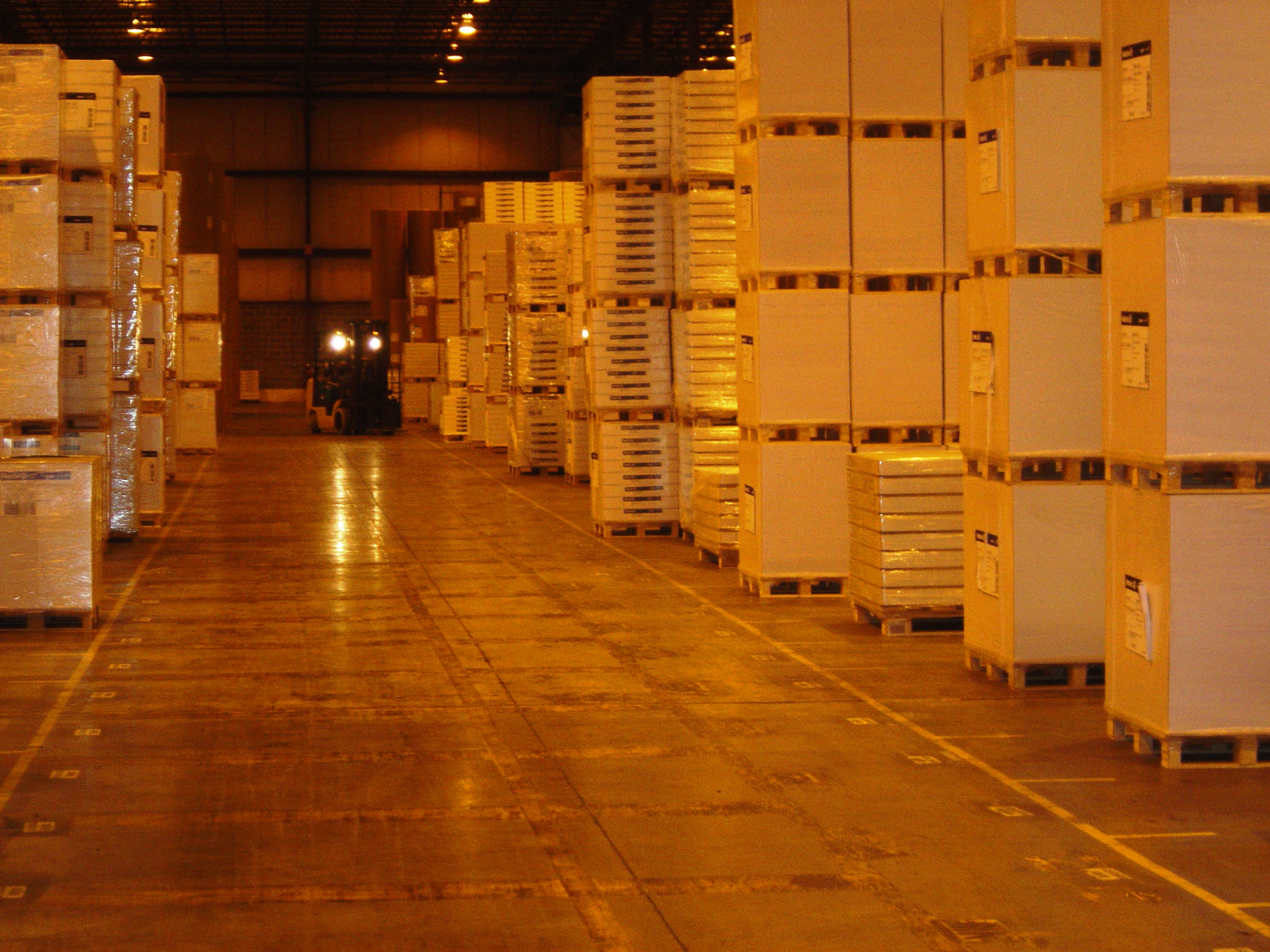
Existências em armazém

Em administração, estoque (português brasileiro) ou existências/stock (português europeu), refere-se às mercadorias, produtos (finais ou inacabados) ou outros elementos na posse de um agente econômico. É usado sobretudo no domínio da logística e da contabilidade.
A gestão de estoques é um conceito presente em todos os tipos de empresas, assim como na vida cotidiana das pessoas. Desde o início da história, a humanidade tem usado estoques de variados recursos, como ferramentas e alimentos, para suportar seu desenvolvimento e sobrevivência.
No meio empresarial, o excesso de estoque representa custos operacionais e de oportunidade do capital, enquanto níveis baixos de estoque podem resultar em perdas de economias e custos elevados devido à falta de produtos. Em geral, não é tarefa fácil encontrar o ponto ótimo neste 'trade-off'. O aumento no número de SKUs ("Stock Keeping Units"), a maior diferenciação de produtos e a competição global têm dificultado ainda mais essa tarefa.

## Vantagens de constituir estoques
Os fatores mais relevantes que levam as organizações a constituir estoques são:
- Podem-se constituir estoques com uma finalidade especulativa, comprando-se os mesmos a baixos preços para os vender a preços altos;
- Para assegurar o consumo regular de um produto em caso de a sua produção ser irregular;
- Geralmente, na compra de grandes quantidades beneficia-se de uma redução do preço unitário;
- Não sendo prático o transporte de produtos em pequenas quantidades, opta-se por encher os veículos de transporte no intuito de economizar nos custos de transporte;
- A existência de estoque pode-se justificar apenas pela legítima preocupação em fazer face às variações de consumo;
- Para prevenção contra atrasos nas entregas, provocados por avarias durante a produção, greves laborais, problemas no transporte, etc;
- Armazenamento de produtos, se a produção for superior ao consumo, em alturas de crise poderá contribuir para evitar tensões sociais;
- Beneficia-se da existência de estoques, quando este evita o incômodo de se fazer entregas ou compras muito frequentes.

Em resumo, devido ao fato das operações entre entregas e utilizações se efetuarem a cadências diferentes, pode-se dizer que os estoques servem de reguladores, entre esses dois processos.

## Desvantagens na constituição de estoques
Os principais inconvenientes na constituição de estoques são:
- Fragilidade de certos produtos que não podem ser mantidos estocados por longos períodos, ou somente por períodos muito curtos;
- O custo de posse refere-se ao fato de que o material não vendido acaba imobilizando capital sem agregar valor.;
- A ruptura de estoque representa um grande inconveniente, pois pode resultar em vendas perdidas e, em casos extremos, levar à perda de clientes.

## Custos de estoques
A armazenagem de materiais compreende dois tipos de custos:
- Custos variáveis;
- Custos fixos.

Nos custos variáveis relacionados com os estoques, temos: custos de operação e manutenção dos equipamentos, manutenção dos estoques, materiais operacionais e instalações, obsolescência e deterioração e custos de perdas.
Nos custos fixos, temos: equipamentos de armazenagem e manutenção, seguros, benefícios a funcionários e folha de pagamentos e utilização do imóvel e mobiliário.
Quando a empresa mantém estoques que não são necessários, ocorre um desaproveitamento de estoque, o que vai significar uma perda de espaço físico assim como perdas de investimento.
Quando existe a consciência que os estoques geram desperdício e quando se identificam as razões que indicam a necessidade de estoques, o propósito é usá-las de um forma eficiente (Palmisano et al, 2004, p. 51).
Em relação aos custos associados à gestão de estoques, estes podem ser separados em três áreas principais (Garcia et al., 2006, p. 14):
- Custos de manutenção de estoques;
- Custos de pedido;
- Custos de falta.

Custos de manutenção de estoques são custos proporcionais a quantidade armazenada e ao tempo que esta fica em estoque. Um dos custos mais importante é o custo de oportunidade do capital. Este representa a perda de receitas por ter o capital investido em estoques em vez de o ter investido noutra atividade econômica. Uma interpretação comum é considerar o custo de manutenção de estoque de um produto como uma pequena parte do seu valor unitário (Garcia et al., 2006, p. 15).
Custo de pedido são custos referentes a uma nova encomenda, podendo esses custos ser tanto variáveis como fixos. Os custos fixos associados a um pedido são, o envio da encomenda, receber essa mesma encomenda e inspeção. O exemplo principal de custo variável é o preço unitário de compra dos artigos encomendados (Garcia et al., 2006, p. 15).
Custos de falta são custos derivados de quando não existe estoque suficiente para satisfazer a procura dos clientes em um dado período de tempo. Como exemplos temos: pagamento de multas contratuais, perdas de venda, deterioração de imagem da empresa, perda de market share, e utilização de planos de contingência (Garcia et al., 2006, p. 16).

## Classificação dos estoques
Existem diversas classificações dos estoques. De acordo com a natureza dos produtos fabricados, da actividades da empresa, os estoques recebem diferentes classificações (Filho, 2006, p. 62).

### Do ponto de vista do processo produtivo
Numa empresa industrial,podemos ter:
- Estoque de produtos em processo:

Este tipo de estoques baseia-se essencialmente em todos os artigos solicitados necessários à fabricação ou montagem do produto final, que se encontram nas várias fases de produção (Filho, 2006, p. 63).
- Estoque de matéria-prima e materiais auxiliares:

Nestes estoques encontramos materiais secundários, como componentes que irão integrar o produto final.
São usualmente compostos por materiais brutos destinados à transformação (Filho, 2006, p. 62).
- Estoque operacional:

É um tipo de estoque destinado a evitar possíveis interrupções na produção por defeito ou quebra de algum equipamento.
É constituído por lubrificantes ou quaisquer materiais destinados a manutenção, substituição ou reparos tais como componentes ou peças sobressalentes (Filho, 2006, p. 63).
- Estoque de produtos acabados:

É o estoque composto pelo produto que teve seu processo de fabricação finalizado.
Em empresas comerciais é chamado de estoque de mercadorias.
Usualmente são materiais que se encontram em depósitos próprios para expedição. São formados por materiais ou produtos em condições de serem vendidos (Filho, 2006, p. 63).
- Estoque de materiais administrativos:

É formado de materiais destinados ao desenvolvimento das atividades da empresa e utilizados nas áreas administrativas da mesma, tais como, impressos, papel, formulários, etc. (Filho, 2006, p. 63).

### Do ponto de vista administrativo
Podemos ainda destacar com grande importância para a administração:
- Estoque de segurança ou mínimo:

São as quantidades guardadas para garantir o andamento do processo produtivo caso ocorram aumento na demanda do item por parte do processo ou atraso no abastecimento futuro (Cabral, 1998, p. 265).
Os estoques de segurança impedem que ocorram problemas inesperados em alguma fase produtiva interrompendo as atividades sucessivas de atendimento da demanda. A existência de estoques de segurança em uma unidade fabril, evita que o processo produtivo pare em caso de uma avaria, alimentando as máquinas subsequentes durante a reparação.
São ainda utilizados para salvaguardar uma empresa de incertezas nas suas operações logísticas. Lead-times (tempo entre colocar e receber um pedido), procura dos clientes, e quantidades recebidas são exemplos de fatores que podem apresentar variações não esperadas (Garcia et al., 2006, p. 14).

## Critérios de avaliação de estoque
De modo a avaliar os estoques, podemos considerar quatro critérios usualmente utilizados, sendo eles:
- PEPS (primeiro a entrar, primeiro a sair);
- UEPS (último a entrar, primeiro a sair);
- Preço médio ponderado.
- Custo Padrão (Standard Cost)

### PEPS
Este critério, também conhecido como FIFO (first-in, first-out) apura que os primeiros artigos que entrarem no estoque, vão ser aqueles que vão sair em primeiro lugar, deste modo o custo da matéria-prima deve ser considerado pelo valor de compra desses primeiros artigos (Ferreira, 2007, p. 33).
Nesta maneira de agir, o estoque apresenta uma relação bastante expressiva com o custo de reposição, sendo esse estoque representado pelos preços pagos recentemente. Obviamente, adoptar este método, faz com que o efeito da oscilação dos preços sobre os resultados seja expressivo, as saídas são confrontadas com os custos mais antigos, sendo esta uma das principais razões pelas quais alguns se mostram contrários a este método.

#### Vantagens do método
As vantagens de utilização deste método, são (Ferreira, 2007, p. 34):
- O movimento estabelecido para os materiais, de forma ordenada e contínua, simboliza uma condição necessária para um perfeito controle dos materiais, principalmente quando eles estão sujeitos a mudança de qualidade, decomposição, deterioração, etc.;
- O resultado conseguido reflete o custo real dos artigos específicos utilizados nas saídas;
- Os artigos utilizados são retirados do estoque e a baixa dos mesmos é dada de uma maneira sistemática e lógica.

### UEPS
Este critério, também conhecido como LIFO (last-in first-out) é um método de avaliar estoque bastante discutido. O custo do estoque é obtido como se as unidades mais recentes adicionadas ao estoque (últimas a entrar) fossem as primeiras unidades vendidas (saídas) (primeiro a sair). Pressupõe-se, deste modo, que o estoque final consiste nas unidades mais antigas e é avaliado ao custo das mesmas. Segue-se que, de acordo com o método UEPS, o custo dos artigos vendidos (saídas) tende a se refletir no custo dos artigos comprados mais recentemente (comprados ou produzidos). Também permite reduzir os lucros líquidos expostos (Ferreira, 2007, p. 35).
Por serem debitadas contra a receita os custos mais recentes de compras, e não o custo total de reposição de todos os artigos utilizados, a aplicação deste método não obtém a realização do objetivo básico (Ferreira, 2007, p. 35).
Esse método não é tão utilizado nas empresas, pois dependendo do ramo de atuação, a empresa poderá ter sérios prejuízos, por exemplo:
Vendo produtos perecíveis, estes possuem validades, caso venda os produtos que chegaram por último, se algum dia chegar a tentar vender aqueles que foram adquiridos primeiramente, provavelmente os mesmos já estarão vencidos.

#### Vantagens do método
As vantagens de utilização deste método, são (Ferreira, 2007, p. 35):
- Procura determinar se a empresa apurou ou não de forma correta os seus custos correntes, face à sua receita corrente. De acordo com o este método, o estoque é avaliado em termos do nível de preço da época em que o UEPS foi introduzido.
- É uma forma de se custear os artigos consumidos de uma maneira realista e sistemática;
- Numa temporada de alta de preços, os preços maiores das compras mais recentes, são ajustados mais rapidamente às produções, reduzindo o lucro;
- O método tende a minimizar os lucros das operações, nas indústrias sujeitas a oscilações de preços.

### Preço médio ponderado
Este critério é usado em empresas, em que os seus estoques tenham um controle permanente, e que a cada aquisição, o seu preço médio seja atualizado, pelo método do custo médio ponderado (Ferreira, 2007, p. 32).
É o método utilizado nas empresas brasileiras para atendimento à legislação fiscal. Empresas multinacionais com operações no Brasil frequentemente tem de avaliar o estoque segundo o método do custo padrão, para atender aos padrões da matriz, e também fazê-lo segundo o custo médio para atendimento à legislação brasileira.

### Custo Padrão
É o método de custeio preconizado pelo USGAAP (United States Generally Accepted Accounting Principles). Nele tanto as entradas de estoque quanto as saídas são apropriadas ao custo padrão estabelecido pela empresa, usualmente é aquele que foi utilizado na elaboração do planejamento orçamentário anual. Toda diferença entre o preço real de compra (decorrente de variações de preço) ou custo real de produção (decorrente de variações na produtividade) são apropriados nas contas de variação do preço de compra ou variação de manufatura, respectivamente. Essas contas são contas de resultado, de modo que qualquer variação afeta diretamente o resultado do mês em que ocorre, ainda que o material não tenha sido vendido.

## Gerir um estoque
A gestão de estoques é o principal critério de avaliação de eficiência do sistema de administração de materiais.
A gestão de estoques, abrange uma série de atividades, que vão desde a programação e planejamento das necessidades de materiais em estoque, até ao controlo das quantidades adquiridas, com a intenção de medir a sua localização, movimentação, utilização e armazenagem desses estoques de modo a responder com regularidade aos clientes em relação a preços, quantidades, e prazos (Filho, 2006, p. 63).
A programação e planeamento, são as atividades relativas à definição dos modelos necessários à utilização de técnicas estatísticas, aplicáveis às previsões de necessidades e à gestão de estoques da empresa, dentro de uma produção e programação de vendas previamente estabelecidas (Filho, 2006, p. 63).
O controlo é a etapa executiva responsável pela atualização e recolha, dos dados de movimentação que voltam a alimentar o processo de gestão de estoques, e que faz com algumas decisões sejam tomadas em função de uma série de parâmetros anteriormente estabelecidos (Filho, 2006, p. 63).
A gestão de estoques, é ainda, apesar da sua importância, extensão e complexidade, negligenciada em muitas empresas, sendo considerada como uma questão não estratégica e limitada à tomada de decisões em níveis organizacionais mais baixos. Por outro lado, outras empresas já perceberam como a gestão de estoques pode ser utilizada ao longo de toda a cadeia de suprimentos da qual fazem parte, e de todas as vantagens competitivas que isso pode vir a trazer (Garcia et al., 2006, p. 10).

### Objetivos da gestão de Estoque
De entre os principais objetivos da gestão e estoques temos (Filho, 2006, p. 61).
- Eliminar estoque de materiais defeituosos, inoperacionais, ou em excesso;
- Manter à disposição dos utilizadores os artigos de material quando ocorrer a procura;
- Garantir o abastecimento constante de materiais necessários à empresa, pelo conhecimento dos dados necessários para as previsões de procura (consumo);
- Providenciar a reposição a um custo mínimo de aquisição e posse e controlar e conhecer os níveis de estoque existentes;
- Manter os investimentos em estoque no nível mais econômico possível, considerando as capacidades de armazenamento e as possibilidades financeiras.

## Controles operacionais
Controlar um estoque de alto giro é tão importante quanto ter produtos a serem vendidos.
Não importa quanto tenha em estoque mas sim o giro do seu estoque.
O giro do estoque demonstra a rotatividade do mesmo ou seja, quanto tempo cada item do estoque permanece na empresa antes de ser vendido.
A Contabilidade de Custos tem como uma de suas funções, avaliar quantitativa e qualificadamente os valores em Estoque, demonstrando-os periodicamente nas Demonstrações financeiras.
A Contabilidade Tributária traz dispositivos de avaliação de estoques, aceitando tanto a forma integrada com a contabilidade custos, como a forma simplificada baseada em inventários periódicos (devidamente escriturado no livro Registro de Inventários).

## Observações gerais
Em empresas comerciais ou de serviços (quando for o caso), os materiais no estoque de produtos acabados chamam-se mercadorias. Em empresas industriais, chamam-se produtos.
A boa administração dos estoques é de vital importância para a saúde financeira das empresas, uma vez que grande parte do capital das empresas estão nos materiais envolvidos na produção, sendo comum representarem 50% de todo o seu capital. Assim reduções no montante estocado se traduz na liberação de grande volume do capital necessário ao andamento do negócio como um todo.